# Kościół św. Kazimierza w Połęcku
Kościół pw. św. Kazimierza w Połęcku – rzymskokatolicki kościół filialny w Połęcku, w powiecie słubickim, w województwie lubuskim. Należy do dekanatu Rzepin w diecezji zielonogórsko-gorzowskiej.

## Historia
Obiekt w stylu późnogotyckim został wzniesiony prawdopodobnie w początku XVI wieku (lub w połowie wieku XV). W XVII wieku powiększono go o kruchtę. Znacznej przebudowy dokonano w 1864. 22 sierpnia 1945 został poświęcony jako katolicki.

## Architektura
Kościół jednonawowy ze sklepieniem kolebkowo-żebrowym (zakrystia – beczułkowym). Szczyt zakrystii ozdobiono charakterystycznymi maswerkami.

## Wyposażenie
Dzwon z wizerunkiem Madonny i minuskułowym, późnogotyckim napisem "Anno domini mccc XXVII" może stanowić poszlakę fundacji kościoła. Drugi dzwon został odlany w 1855 (H. Lange – Frankfurt). Dawniej świątynia posiadała ołtarz z figurami dwunastu Apostołów i innych świętych oraz Zbawiciela Świata, czyli Salvator Mundi (początek XVI wieku). Ołtarz ten przemalowano w 1901.